# John C. McGinley
John Christopher McGinley (* 3. srpna 1959) je americký herec a bavič, populární zejména díky seriálu Scrubs, ve kterém hraje cynického doktora Perryho Coxe. Zahrál si také ve filmech jako Skála, Narozen 4. července, Sedm, Četa, Divočáci, Dům snů.